# Chiesa di Santa Maria dei Battuti (Valeriano)
La chiesa di Santa Maria dei Battuti è un piccolo edificio di culto eretto dalla confraternita dei Battuti di Valeriano attorno al 1300. La confraternita raccoglieva, come suggerisce il nome, dei flagellanti che promuovevano il culto religioso e si adoperavano in opere di carità. La struttura della chiesa, che si affaccia sulla piazza di Valeriano, è a navata unica con volta a botte, ma ha subito nel corso dei secoli vari interventi di ampliamento. Nel XIV secolo la navata era lunga circa 8,40 m, e l'abside aveva probabilmente forma circolare. Nel XVI secolo la lunghezza complessiva venne quasi raddoppiata, venne costruita l'attuale abside poligonale con la parete di fondo a tre lati e la struttura venne rimaneggiata in più punti. La piccola sacrestia è probabilmente posteriore. La facciata, che risale alla fine del Quattrocento, è stata definita "una preziosa antologia che raccoglie e illustra i tre secoli d'oro della pittura": si tratta infatti di una preziosa opera divisa in quattro scene principali. A destra del portale d'ingresso si trova un grandioso San Cristoforo, un tempo attribuito a Giovanni Antonio da Pordenone ma molto più probabilmente opera di Marco Tiussi (1532). A sinistra del portale si trova invece un affresco del Pordenone raffigurante i santi Valeriano, Giovanni Battista e Stefano. Sopra quest'ultimo dipinto, sempre il Pordenone ha affrescato i Re Magi in adorazione. Infine, sopra la lunetta dell'architrave, si trova una Madonna in trono, parzialmente cancellata, sovrastata dallo stemma dei Savorgnan. Tutti gli affreschi originari della facciata, risalenti al 1524, sono custoditi all'interno della chiesa, sulla controfacciata, per ripararli dalle intemperie, mentre esteriormente sono state riprodotte delle tracce monocromatiche. Il portale, risalente al 1499, è opera di Giovanni Antonio Pilacorte.

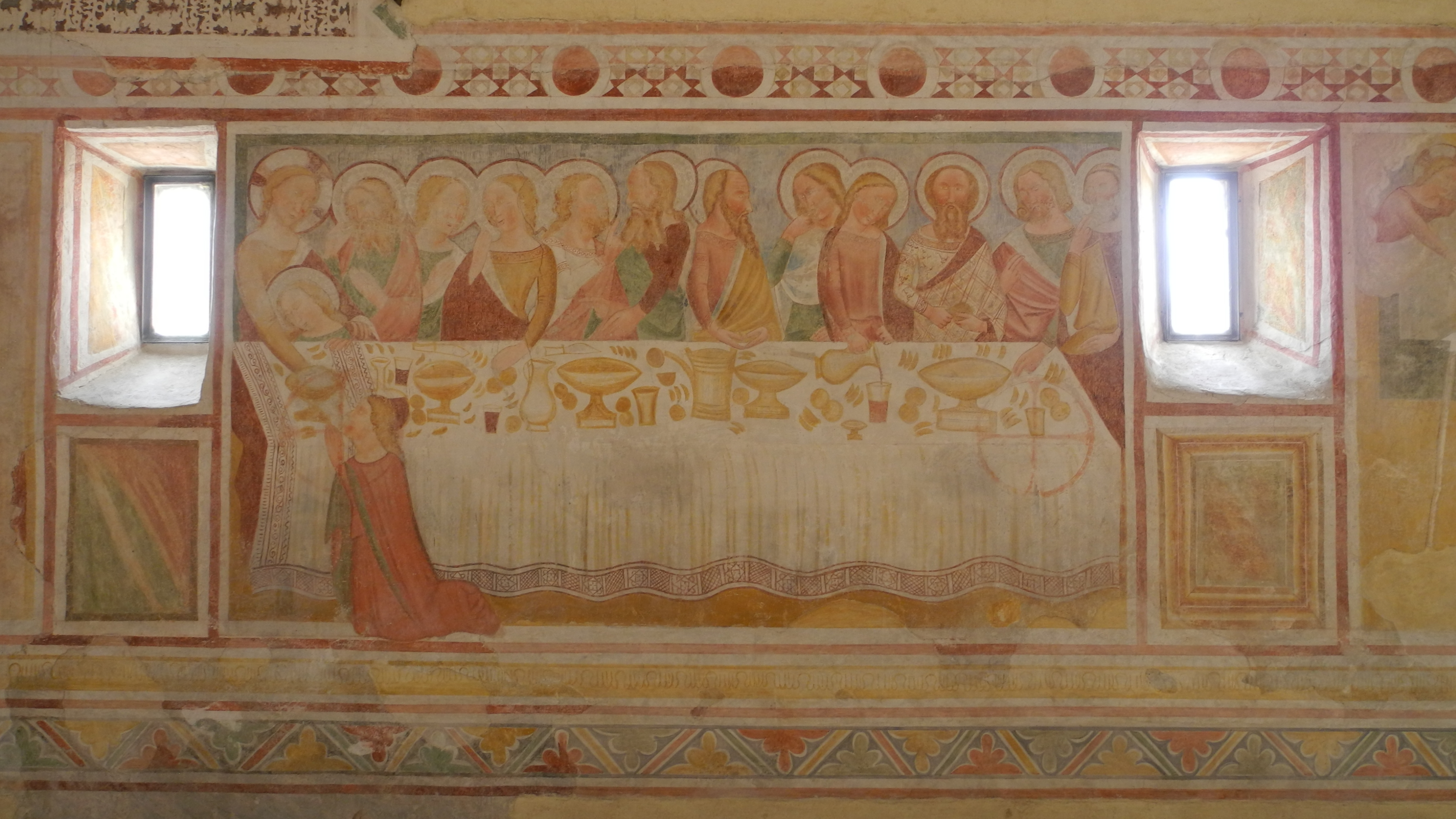
L'affresco dell'Ultima Cena

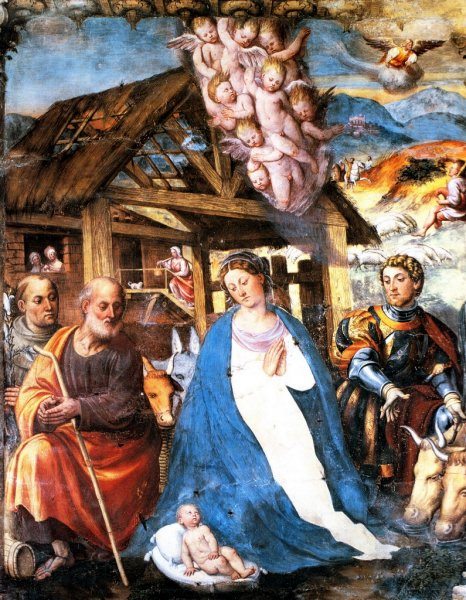
La Natività del Pordenone.

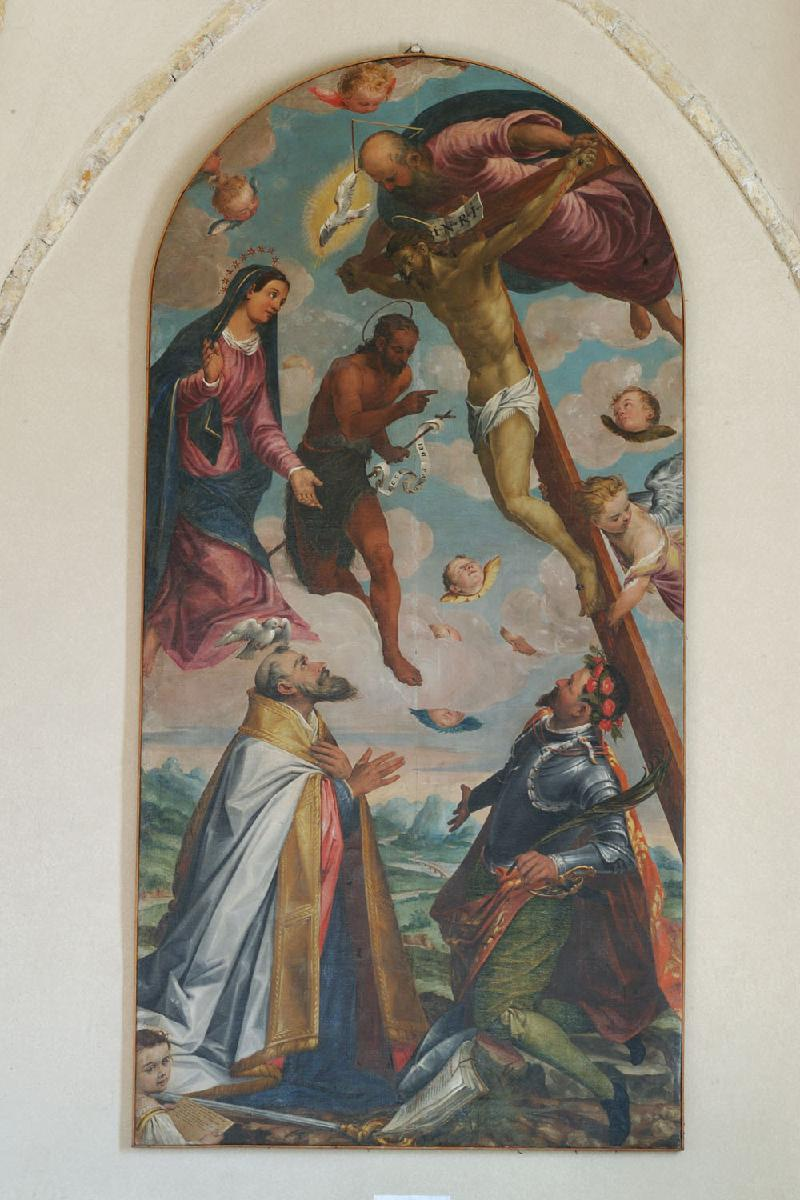
Gasparo Narvesa, pala d'altare

All'interno, la parete sinistra conserva una Natività, opera piuttosto nota del Pordenone e risalente al 1527. Altri affreschi su questa parete sono: una Fuga in Egitto, probabilmente opera di un collaboratore, e un Cristo in Gloria trecentesco. Sulla parete sinistra della navata si trovano invece una Ultima Cena, una Trinità, un San Niccolò ed una scena naturalistica: tutte opere trecentesche, probabilmente della stessa mano. L'altare ligneo originario si trova al museo di palazzo Ricchieri, a Pordenone, ed è stato sostituito con un altare in marmo risalente al 1527, ma benedetto solamente nel 1964 in quanto mai utilizzato in precedenza. La pala d’altare di Gasparo Narvesa, dipinta alla fine del Cinquecento, raffigura la Trinità con la Vergine e San Giovanni Battista, ed in basso i santi Valeriano e Severo. Come anche riportato in una scritta contenuta nell'opera, la pala è stata fatta per adempiere ad un voto del pittore nei confronti di San Severo, avendo sua figlia riacquistato la vista per grazia del santo . Nel 1962 iniziò un lungo e scrupoloso lavoro di restauro della chiesa, durato dieci anni, ma durante il terremoto del 1976 la volta crollò e l'edificio riportò gravi danni. In seguito ad un paziente lavoro di ristrutturazione, concluso definitivamente nel 1996, è possibile ammirare la chiesa in tutta la sua bellezza. La chiesa è normalmente aperta al pubblico anche nei giorni feriali.